# Степна Неєлівка
Степна Неєлівка (рос. Степная Неёловка) — село у Базарно-Карабулацькому районі Саратовської області Російської Федерації.
Населення становить 117 осіб. Належить до муніципального утворення Хватовське муніципальне утворення.

## Історія
Населений пункт розташований у межах українського історичного та культурного регіону Жовтий Клин.
Від 23 липня 1928 року в складі Базарно-Карабулацького району Вольського округу Нижньо-Волзького краю. До цього належав до Саратовського повіту Саратовської губернії.
З 1934 року підпорядковується Саратовському краю, з 1936 року — в складі Саратовської області.
Згідно із законом N 111-ЗСО від 29 грудня 2004 року органом місцевого самоврядування є Хватовське муніципальне утворення.

## Населення
| 2010 |
| ---- |
| 117  |